# Mette-Marit Tjessem Høiby
Mette-Marit Tjessem Høiby, née le 19 août 1973 à Kristiansand, est l'épouse du prince héritier Haakon de Norvège.
Elle devient, par son mariage en 2001 avec le prince héritier Haakon de Norvège, princesse héritière consort de Norvège.

## Biographie

### Naissance
Mette-Marit Tjessem Høiby est la fille du journaliste Sven Olaf Bjarne Høiby (1936-2007) et de l'employée de banque Marit Tjessem. Elle a deux frères et une sœur plus âgés qu'elle.

### Santé
En 2018, elle annonce souffrir d'une variante rare de la fibrose pulmonaire chronique, ce qui l'amène à réduire ses activités officielles.

## Mariage princier
L'annonce des fiançailles[Quand ?]entre le prince héritier Haakon Magnus et Mette-Marit entraîne un vif débat car Mette-Marit est alors mère célibataire d'un garçon nommé Marius Borg Høiby (né le 13 janvier 1997), dont le père, Morten Borg, est alors soupçonné de consommation de stupéfiants. Morten Borg a effectué de la prison, pour violences, pour conduite en état d'ivresse et pour detention de drogues,.
Sa première apparition officielle en tant que future épouse du prince héritier a lieu lors de la cérémonie de remise du prix Nobel de la paix qui s'est tenue le 10 décembre 2000 à la mairie d'Oslo. À la suite de cet événement, le prince Haakon annonce en conférence de presse qu'ils sont liés depuis environ un an. La bague de fiançailles qu'il lui offre est la même que celle offerte par son grand-père, le roi Olav V, puis par son père, le roi Harald V à leurs fiancées respectives.
Leur mariage est célébré le 25 août 2001 en la cathédrale d'Oslo. À la suite de son mariage, Mette-Marit est titrée Son Altesse Royale la princesse héritière de Norvège. Ils ont deux enfants : 
- La princesse Ingrid Alexandra, née le 21 janvier 2004, héritière en deuxième du trône de Norvège ;
- Le prince Sverre Magnus, né le 3 décembre 2005, troisième héritier au trône.

Le couple vit à présent dans la résidence de Skaugum, près d'Oslo.

## Titulature
- Depuis le 25 août 2001 : Son Altesse Royale la princesse héritière de Norvège.

Monogramme de la princesse Mette-Merit.

## Décorations
- Chevalier grand-croix de l'ordre du Mérite de la République italienne
- Grand-croix de l'ordre d'Isabelle la Catholique
- Grand-croix de l'ordre de l'Infant Dom Henri
- Grand-croix de l'ordre d'Adolphe de Nassau
- Grand-croix de l'ordre royal de l'Étoile polaire
- Grand-croix de l'ordre du Mérite de la république de Pologne
- Grand-croix de l'ordre de Vytautas le Grand
- Ordre de la Croix de Terra Mariana de 1re classe
- Ordre de l'Étoile blanche d'Estonie de 1re classe
- Grand-croix de l'ordre d'Orange-Nassau
- Grand-croix avec collier de l'ordre de Saint-Olaf
- Ordre de la Rose blanche
- Chevalier dans l'ordre de l'Éléphant